# François Raguenet
Pour les articles homonymes, voir Raguenet.
François Raguenet, né vers 1660 à Rouen et mort en 1722, est un historien, biographe et musicographe français.

## Biographie
Raguenet embrassa l’état ecclésiastique, et devint précepteur des neveux du cardinal de Bouillon. Cette place lui laissant le loisir de cultiver son goût pour les lettres, il se signala dans les concours de l’Académie française obtint, en 1685, un accessit par un discours sur le sujet, De la patience et du vice qui lui est contraire. Deux ans après, il remporta le prix par un discours intitulé Sur le mérite et l’utilité du martyre.
Encouragé par ce premier succès, il publia la Vie de Cromwell, qui reçut un accueil favorable. L’abbé Raguenet suivit, en 1698, le cardinal de Bouillon à Rome ; et, pendant deux ans, étudia les chefs-d’œuvre des arts qui décorent les palais et les églises de la capitale du monde chrétien. La Description qu’il en donna, peu de temps après son retour à Paris, lui valut des lettres de citoyen romain, titre qui le flatta beaucoup et qu’il ajouta depuis à son nom.
Pendant son séjour à Rome, il s’était passionné pour la musique italienne dont il avait acquis une bonne connaissance. Il entreprit de démontrer sa supériorité sur la musique des Lully et des Campra, mais les partisans du chant français ne purent lui pardonner d’avoir jeté le ridicule sur les objets de leur culte. Ses écrits sur la vie musicale en Italie déclenchèrent une querelle entre musique française et italienne notamment avec son compatriote Jean-Laurent Le Cerf de La Viéville, qui critiqua vivement cet ouvrage. On frôla alors une guerre aussi terrible que celle qu’excita, plus tard, la première apparition des bouffes, ou la rivalité de Gluck et de Piccinni.
L’abbé Raguenet eut le bon esprit de céder à l’orage. Il s’éloigna de Paris, sur la fin de sa vie et mourut dans la retraite qu’il s’était choisie. Il avait rédigé, par l’ordre et sous les yeux du cardinal de Bouillon, qui lui avait appris plusieurs particularités intéressantes, une biographie du vicomte de Turenne.

## Ouvrages
- Histoire du vicomte de Turenne, Paris, 1738, 2 vol. in-12.
- Histoire d’Olivier Cromwell, Paris, Barbin, 1691, in-4°.
- Parallèle des Italiens et des Français en ce qui regarde la musique et les opéras, Paris, Barbin, 1702, in-12. T1   T2
- Défense du Parallèle des Italiens et des Français en ce qui regarde la musique et les opéras, 1705.
- Histoire abrégée de l’Ancien Testament, Paris, Barbin, 1708, in-8°.
- L’Éducation du jeune comte D. B..., ses amours avec Émilie de T... et ses voyages, selon ses propres mémoires.
- Observations nouvelles sur les ouvrages de peinture, de sculpture et d’architecture qui se voyent à Rome, & aux environs : pour servir de suite aux Mémoires des voyages et recherches du comte de B... à Rome.
- Les monuments de Rome, ou Description des plus beaux ouvrages de peinture, de sculpture et d’architecture, qui se voient à Rome et aux environs, avec des Observations, , Paris, Barbin, 1700, in-12; Amsterdam, 1701, in-12.